# Yacine Lakrout
Yacine Lakrout (ur. 2003) – algierski zapaśnik walczący w stylu wolnym. Brązowy medalista mistrzostw Afryki w 2024. Trzeci na mistrzostwach Afryki juniorów w 2020 roku.